# David Toms
David Wayne Toms (* 4. Januar 1967 in Monroe, Louisiana) ist ein US-amerikanischer Profigolfer der PGA Tour Champions. Er gehört zum Kreis der Major Sieger.

## Werdegang
Als Jugendlicher gewann er 1984 die Junior World Golf Championships, besuchte die Louisiana State University und wurde im Jahre 1989 Berufsgolfer.
Nach zwei Siegen auf der zweitgereihten Buy.com Tour holte sich Toms 1997 den ersten Titel auf der PGA Tour, wo er 13 Turniersiege feiern konnte. Sein wichtigster Erfolg war der Gewinn eines Majors, der PGA Championship 2001.
Im Ryder Cup und im Presidents Cup wurde er dreimal eingesetzt, im World Cup spielte Toms einmal für sein Land.
Er ist mit seiner Frau Sonya verheiratet, hat zwei Kinder und seinen Wohnsitz in Shreveport, Louisiana. David Toms betätigt sich seit 2003 mit wachsendem Erfolg als Golfplatzdesigner. Seine David Toms Foundation hilft unterprivilegierten Kindern.

## PGA Tour Siege (13)
- 1997: Quad City Classic
- 1999: Sprint International, Buick Challenge
- 2000: Michelob Championship at Kingsmill
- 2001: Compaq Classic of New Orleans, PGA Championship, Michelob Championship at Kingsmill
- 2003: Wachovia Championship, FedEx St. Jude Classic
- 2004: FedEx St. Jude Classic
- 2005: WGC-Accenture Matchplay Championship
- 2006: Sony Open in Hawaii
- 2011: Crowne Plaza Invitational at Colonial

Major Championship ist fett gedruckt.

## Andere Turniersiege (4)
- 1995: Buy.comGreater Greenville Classic, Buy.com Wichita Open (beide Buy.com Tour)
- 1999: King Hassan II Trophy (Marokko)
- 2009: CVS Caremark Charity Classic (mit Nick Price)

## PGA Tour Champions Sieg (1)
2018: U.S. Senior Open
Senior Major ist fett gedruckt.

## Teilnahmen an Teambewerben
- Ryder Cup: 2002, 2004, 2006
- Presidents Cup: 2003 (remis), 2005 (Sieger), 2007 (Sieger)
- World Cup: 2002

## Resultate bei Major Championships
| Tournament            | 1996 | 1997 | 1998 | 1999 | 2000 | 2001 | 2002 | 2003 | 2004 | 2005 | 2006 | 2007 | 2008 | 2009 | 2010 | 2011 | 2012 | 2013 | 2014 | 2015 | 2016 | 2017 | 2018 |
| --------------------- | ---- | ---- | ---- | ---- | ---- | ---- | ---- | ---- | ---- | ---- | ---- | ---- | ---- | ---- | ---- | ---- | ---- | ---- | ---- | ---- | ---- | ---- | ---- |
| The Masters           | DNP  | DNP  | T6   | CUT  | T49  | T31  | T36  | T8   | CUT  | CUT  | CUT  | 9    | T42  | DNP  | T14  | T24  | T50  | T13  | DNP  | DNP  | DNP  | DNP  | DNP  |
| US Open               | CUT  | WD   | DNP  | CUT  | T16  | T66  | T45  | T5   | T20  | T15  | WD   | T5   | T60  | CUT  | T33  | CUT  | T4   | CUT  | CUT  | DNP  | CUT  | DNP  | DNP  |
| The Open Championship | DNP  | DNP  | DNP  | DNP  | T4   | CUT  | 83   | CUT  | T30  | DQ   | DNP  | CUT  | DNP  | CUT  | T33  | DNP  | DNP  | DNP  | DNP  | DNP  | DNP  | DNP  | DNP  |
| PGA Championship      | DNP  | CUT  | CUT  | CUT  | T41  | 1    | CUT  | T29  | T17  | T10  | T16  | T42  | T15  | T36  | T33  | T4   | T42  | 7    | DNP  | CUT  | CUT  | DNP  | DNP  |

| Tournament            | 2019 |
| --------------------- | ---- |
| The Masters           | DNP  |
| PGA Championship      | DNP  |
| US Open               | CUT  |
| The Open Championship | DNP  |

DNP = nicht teilgenommen

CUT = Cut nicht geschafft

„T“ geteilte Platzierung

Grüner Hintergrund für Siege

Gelber Hintergrund für Top 10